# Walter Andreas Schwarz
Walter Andreas Schwarz (Aschersleben, 2 de Junho de 1913   Heidelberg 1 de Abril de 1992) foi um cantor, compositor, tradutor, escritor alemão. 

## Biografia
Walter Andreas Schwarz nasceu na cidade de Aschersleben em 2 de Junho de 1913. Em 1956 participou da final do concurso para o Festival Eurovisão da Canção com um tema composto por ele mesmo, Im Wartesaal zum großen Glück, e ganhou. Foi a primeira apresentação da Alemanha no Festival Eurovisão da Canção.
Depois se transformou em um autor de novelas, especialmente radionovelas. Um de seus últimos trabalhos foi a adaptação de The Hitchhiker's Guide to the Galaxy entre 1990 e 1991, obra de 17 episódios. 

## Trabalhos

### Novelas
- Die Frucht der Ungesetzlichkeit - 1982
- Der Bürger Karl Marx aus Trier - 1983

### Radionovelas
- Dom Quixote - 1964
- Der Untertan - 1965
- Anna Karenina - 1967
- Jud Süß - 1986
- The Hitchhiker's Guide to the Galaxy - 1990-1991